# Isla de Patos
La isla de Patos es una isla de Venezuela, cuya extensión es de algo menos de un kilómetro cuadrado (67 hectáreas o 0,67 km²), es administrada como una de las dependencias federales venezolanas de las cuales es la más oriental. Se encuentra a pocos kilómetros del Archipiélago que conforma el estado insular de Trinidad y Tobago.

## Ubicación

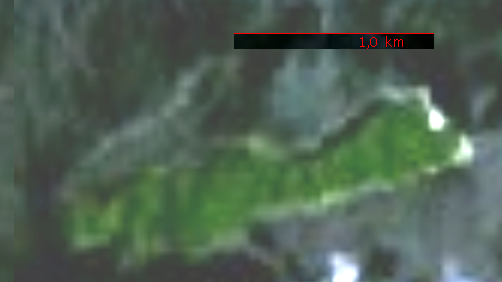
Imagen satelital de la Isla de Patos.

Se encuentra ubicada en el golfo de Paria (62° 18´W y 10° 38´ N), a ocho kilómetros del sureste del estado Sucre, en la región oriental de Venezuela, cerca de las islas de Trinidad y Tobago; está prácticamente deshabitada, actualmente en la pequeña bahía de Puerto Principal vive una familia de pescadores.

## Historia

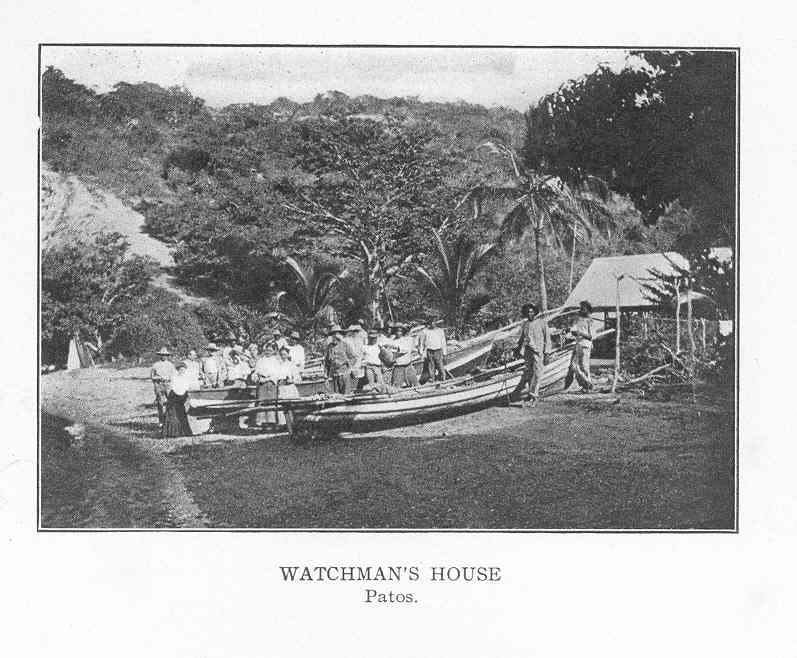
Imagen antigua de la isla de Patos

En 1859 el Reino Unido comenzó una reclamación sobre la isla que Venezuela rechazó argumentando que no era mencionada en la capitulación de 1797 ni en el tratado de Amiens de 1802, A pesar de esto en 1902 el Reino Unido izó su bandera en la isla lo que provocó una fuerte protesta del gobierno venezolano, En 1904 Venezuela la incluye como parte del Territorio Federal Colón.
El 26 de febrero de 1942 se firmaron los Tratados sobre Cesión de Isla de Patos y sobre Delimitación de la Plataforma Continental del Golfo de Paria entre el Reino Unido y Venezuela, durante la gestión como Ministro de Relaciones Exteriores de Venezuela de Caracciolo Parra Pérez. Ambos instrumentos resultaron ser pioneros en la evolución jurídica del Derecho del mar y constituyeron extraordinarios triunfos diplomáticos para quien entonces conducía la política exterior de Venezuela. Mientras se desarrollaba una alianza político y militar entre Gran Bretaña y Estados Unidos durante la Segunda Guerra Mundial entre 1941 y 1945, la hábil y visionaria estrategia diplomática del Canciller Parra Pérez aprovechó esa coyuntura y la cercanía entre los Gobiernos venezolano y estadounidense durante aquellos difíciles años, para obtener ventajas para Venezuela frente a Gran Bretaña y lograr con éxito rectificaciones territoriales. 
Para entender el contexto que rodeó la suscripción de los Tratados de Cesión de Isla de Patos y de Delimitación de Áreas Submarinas, Lecho Submarino y Subsuelo del Golfo de Paria entre el Reino Unido de Gran Bretaña y Venezuela de 1942, hay que ubicarse en el complicado contexto histórico que dio origen a la alianza anglo-americana militar, política y económica entre 1939 y 1945. En esta coyuntura, Venezuela se comprometió como abastecedor de la maquinaria de guerra aliada, para Estados Unidos y Gran Bretaña, y la diplomacia venezolana adoptó una posición política de solidaridad con los aliados dada la comunidad de principios que se veían amenazados por las potencias del Eje, así como de la defensa del Hemisferio occidental, que era además la suya propia. El Canciller Parra Pérez logró que Venezuela fuera amiga del “Buen Vecino” y del amigo de éste, con lo cual logró una amistad triangular que hábilmente utilizó para ganar para Venezuela la cesión de Isla de Patos y una delimitación justa de la plataforma continental en el Golfo de Paria con la isla de Trinidad entonces colonia británica.
Tras recuperar su soberanía el ejército con apoyo de los Estados Unidos instaló baterías de defensa de costa. En 1944 aviones norteamericanos en misión de entrenamiento bombardearon la isla creyendo que estaba deshabitada, en lo que supone el único incidente armado durante la guerra en suelo venezolano y del que no consta que hubiera víctimas.

## Geografía
La isla se encuentra cubierta de vegetación de tipo xerófila, identificándose el cardón, cují, cocuiza, plantas irritantes y arbustos de variadas especies.
La fauna es escasa y condicionada por la vegetación, representada por reptiles, entre los cuales se citan iguanas y ofidios (dos especies no venenosas) y ganado caprino.